# Семелай
Семелай — австроазиатский язык, на котором говорит группа семелайцев, одна из 19 групп, называемая Оранг-Асли «коренные люди» правительством Малайзии, около реки Муар на юго-западе штата Джохор, на юго-западе штата Паханг и северо-западе штата Негери-Сембелан, на территории берегов[что?] Тасек-Бера, около рек Бера, Сертинг, Терианг в Западной Малайзии. Семелайцы классифицируются как так называемые протомалайцы, одна из трёх категорий, на которые Оранг-Асли официально разделены. На самом деле семелай является австроазиатским, в то время как другие группы классифицируются как «прото-малайские», говорящие на австронезийских языках.